# Dipartimento di Belgrano (Santa Fe)
Belgrano è un dipartimento argentino, situato nella parte sud-occidentale della provincia di Santa Fe, con capoluogo Las Rosas.
Esso confina a nord con i dipartimenti di San Martín e San Jerónimo; a est con il dipartimento di Iriondo; a sud con quello di Caseros, e a ovest con la provincia di Córdoba.
Secondo il censimento del 2001, su un territorio di 2386 km², la popolazione ammontava a 41 449 abitanti, con un aumento demografico del 6,78% rispetto al censimento del 1991.
Il dipartimento è suddiviso in 6 distretti (distritos), con questi municipi (municipios) o comuni (comunas):
- Armstrong
- Bouquet
- Las Parejas
- Las Rosas
- Montes de Oca
- Tortugas